# Montigny-le-Guesdier
Montigny-le-Guesdier település Franciaországban, Seine-et-Marne megyében. Lakosainak száma 302 fő (2022. január 1.). Montigny-le-Guesdier Compigny, Sergines, Jaulnes és Mousseaux-lès-Bray községekkel határos.

## Népesség
A település népességének változása:
| Lakosok száma | 299  | 299  | 308  | 301  | 303  | 305  | 305  | 302  | 302  |
|               | 2013 | 2015 | 2016 | 2017 | 2018 | 2019 | 2020 | 2021 | 2022 |